# Meñli I Giray
Meñli I Giray, anche detto Mengli I Giray, sesto figlio del  fondatore del Khanato di Crimea Hacı I Giray (in lingua tatara di Crimea: I Meñli Geray, ۱منكلى كراى; fl. XV-XVI secolo), è stato sovrano del Khanato in diversi periodi in un arco temporale di 49 anni (1466, 1469–1475, 1478–1515).

## Biografia
Asceso al trono per alcuni mesi nel 1466, fu deposto dal fratello Nur Devlet. Nel gennaio del 1469 fu restaurato al trono, che perse nuovamente nel marzo del 1475 a causa di una ribellione guidata dai fratelli  e dalla nobiltà.
Nel 1475 fu catturato dagli Ottomani mentre si trovava a Teodosia in Crimea e da lì portato ad Istanbul. Dopo esser stato costretto a riconoscere la signoria degli Ottomani sul Khanato, fu da questi imposto nuovamente sul trono nel 1478. A lui si deve un notevole sviluppo dello Stato Tartaro e la fondazione della fortezza di Očakiv.
Nel 1502 Meñli I sconfisse l'ultimo Khan dell'Orda d'Oro conquistandone la capitale Saraj. Successivamente si proclamò Khagan (Imperatore), pretendendo di succedere nell'autorità dell'Orda d'Oro sui Kahnati turchi della regione compresa tra il mar Caspio ed il Volga.
Meñli I Giray fu sepolto in un mausoleo nella città di Bachčysaraj, sempre in Crimea.

## Famiglia

### Consorti
Menli Giray aveva tre consorti note:
- Nur Sultan. Principessa Manghit, nota per essere stata una delle sole tre donne della dinastia Giray politicamente influenti;
- Zayan Sultan. Principessa crimea, figlia di Sayd Giray;
- Fülane Sultan. Figlia di Yadigar, Bey di Sedjiuts.

### Figli
Menli Giray aveva almeno otto figli:
- Fetih Giray. Sposò Djalal Sultan, figlia di Musake ibn Hadjike, bey di Manghits;
- Mehmed I Giray (1465-1523). Khan di Crimea;
- Saadet I Giray (1492–1538). Khan di Crimea;
- Sahib I Giray (1501-1551). Khan di Crimea;
- Mubarek Giray. Padre di Devlet I Giray;
- Ahmed Giray. Sposò una figlia di Barash, fratello di Devletek, capo degli Shirin;
- Mahmud Giray;
- Burnash Giray.

### Figlie
Menli Giray aveva almeno quattro figlie:
- Ayshe Hatun (1476–1539). Sposò prima Şehzade Mehmed e poi Selim I, figli del sultano ottomano Bayezid II. Un tempo si credeva alla tradizione che voleva che lei e Hafsa Sultan, madre di Solimano I, fossero la stessa persona, ma la cosa fu poi smentita dalla moderna storiografia;
- Makhdum Shah. Sposò Devletek, capo del clan Shirin;
- Una figlia che sposò Tinish bin Yankuvat dei Manghits;
- Una figlia che nel 1492 sposò Süleyman, bey di Kungrats.